# Michael B. Donley

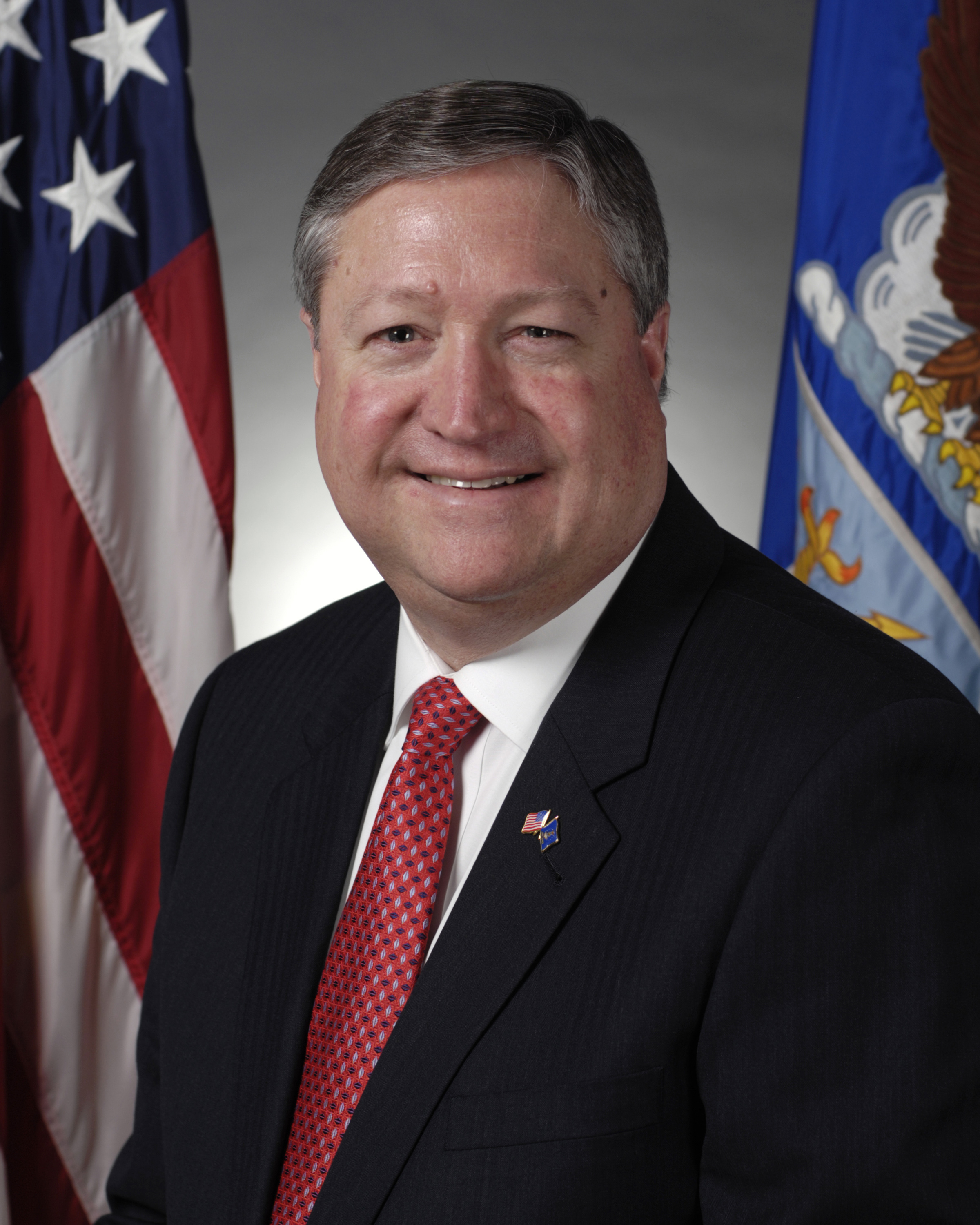
Michael B. Donley (2009)

Michael Bruce Donley (* 4. Oktober 1952 in Novato, Kalifornien) ist ein US-amerikanischer Politiker und war im Jahr 1993 sowie in den Jahren 2008 bis 2013 United States Secretary of the Air Force.

## Biografie
Nach dem Schulbesuch leistete er von 1972 bis 1975 seinen Militärdienst in der US Army und studierte anschließend Internationale Beziehungen an der University of Southern California. Er erwarb dort zunächst 1977 einen Bachelor of Arts (B.A. International Relations) sowie 1978 noch einen Master of Arts (M.A. International Relations).
1979 wurde er Assistent von Roger Jepsen, dem damaligen republikanischen US-Senator für Iowa. Anschließend gehörte er von 1981 bis 1984 zum Mitarbeiterstab des Verteidigungsausschusses des Senats (United States Senate Committee on Armed Services). Nach einer darauf folgenden Tätigkeit als Direktor für Verteidigungsprogramme beim Nationalen Sicherheitsrat (National Security Council (NSC)) war er von 1988 bis 1989 Stellvertretender Exekutivsekretär des NSC.
1989 trat er in das Verteidigungsministerium der Vereinigten Staaten ein und wurde Assistent des Secretary of the Air Force; als solcher war er für das Finanzmanagement der US Air Force zuständig. Nach dem Ende der Amtszeit von US-Präsident George Bush und dem Ausscheiden von Donald Rice war er erstmals vom 20. Januar bis zum 13. Juli 1993 amtierender Luftwaffenstaatssekretär (Acting US Secretary of the Air Force) während der ersten Amtsmonate von Präsident Bill Clinton.
Nach seinem anschließenden Ausscheiden aus dem Regierungsdienst war er zunächst von 1993 bis 1996 Senior Fellow des Institute for Defense Analyses. Im Anschluss war er zwischen 1996 und 2005 Senior Vicepresident von Science Applications International Corporation (SAIC), einem Rüstungskonzern mit einer Bilanzsumme von 8,94 Milliarden US-Dollars und Sitz in San Diego.
2005 kehrte er ins US-Verteidigungsministerium zurück und war dort Direktor für Verwaltung und Management. Am 21. Juni 2008 wurde Michael B. Donley erneut amtierender Luftwaffenstaatssekretär und hatte dieses Amt bis zum 21. Juni 2013 inne.